# Beginenhaus bei St. Wolfgang (Heilbronn)

Beginenhaus in Heilbronn (Treppengiebelhaus)

Das Beginenhaus bei St. Wolfgang oder Beginenhaus bei der Judengasse (hier Zwerchjudengasse) von Heilbronn war ein gotisches Steinhaus mit Treppengiebel und stand in der heutigen Lammgasse. Es war zunächst Haus von Beginen, später Wohnhaus von mehreren Bürgermeistern und als solches ein geistiges Zentrum der Stadt. Den Beinamen bei St. Wolfgang erhielt es von einer einst benachbarten Wolfgangskapelle und in Abgrenzung zu einem weiteren einst in Heilbronn existierenden Beginenhaus. Das Gebäude wurde beim Luftangriff auf Heilbronn am 4. Dezember 1944 zerstört.

## Beginenhaus

### Geschichte
Die Beginen waren Schwestern nach der dritten Regel des Franziskus, lebten nach der üblichen Beginenregel, hatten eine Mutter als Vorsteherin und verwendeten alle Einkünfte zum gemeinsamen Nutzen. Ihre Aufgabe war es, arme Kranke zu pflegen. Beginen widmeten sich aber auch dem Gebet und der Kontemplation. Seit dem 14. Jahrhundert werden Beginen in Württemberg erwähnt. Nach Heilbronn, wo Beginen seit 1341 belegt sind, kamen sie vermutlich im Gefolge der 1302 von Flein in die Stadt übergesiedelten Klaranonnen. In Heilbronn gab es zwei Beginenklausen: eine an der Hämmerlingsgasse, die andere in der Lichtensterner Gasse (später: Lammgasse). Der Name Beginen bei St. Wolfgang rührt daher, dass eine benachbarte Wolfgangskapelle bestand. Seltener nannte man die Anlage nach dem ebenfalls benachbarten Judenbad auch Beginenhaus bei der Judengasse.
1383 wird das Beginenhaus zum ersten Mal anlässlich einer "Stiftung der willigen Armen" und zum zweiten Mal konkreter 1465 erwähnt. Die Beginen handelten nach dem Wort „ein reiner Gottesdienst vor Gott ist der, die Waisen und Witwen in ihrer Trübsal zu besuchen und die armen Kranken zu pflegen“. Zuwendungen erhielten die Beginen bei ihren Krankenbesuchen und gelegentlich aus dem Nachlass verstorbener Bürger, die Beginen in der Hämmerlingsgasse bestritten einen Teil ihres Unterhalts außerdem mit dem Verkauf von handwerklichen Erzeugnissen wie Webwaren.
Das Gebäude in der Lichtensterner Gasse gehörte der Stadt, und auch die Beginen selbst standen unter städtischer Aufsicht. Als Pfleger sind 1513 die Ratspersonen Hanns Berlin und Johannes Baldermann überliefert. Im Bauernkrieg 1525 war das Beginenhaus eines der wenigen Häuser, die nicht von den Bauern behelligt wurden. Vielmehr billigte man den in ärmlichen Verhältnissen lebenden Frauen ihren geringen Besitz zu. Während auch in Heilbronn andere Klöster von den Bauern geplündert wurden, sollten die Beginen gemäß Zeugenprotokollen „alles haben, was ihnen die Leute geben, wenn sie zu den Kranken gehen“.
Im Zuge der Reformation kam es zum Niedergang der Beginen. Die beiden Gruppen in der Hämmerlinggasse und in der Lichtensterner Gasse wurden bereits vor 1530 bei St. Wolfgang vereinigt. Die Ratsverordneten Nenninger und Neyffer forderten von den in Haus lebenden fünf Schwestern, künftig ohne Tracht in weltlicher, d. h. in grauer oder schwarzer Kleidung, die Kranken zu pflegen. Aufgrund von negativen Erfahrungen mit weltlicher Kleidung während des Bauernkriegs, als es zur Belästigung von Schwestern gekommen war, lehnten die Beginen dieses Ansinnen zunächst ab, fügten sich jedoch alsbald. 1551 nahmen die Beginen nochmals eine Schwester auf, im April 1565 gab die letzte Beginenschwester ihr Amt auf. Im Juni 1565 wurde beschlossen, was mit dem im Haus verbliebenen Wein und Hausrat geschehen solle, anschließend wurde das Gebäude an einen Privatmann verkauft.
Im 17. Jahrhundert gehörte das ehemalige Beginenhaus dem Bürgermeister Johann David Feyerabend, im 18. Jahrhundert dem Bürgermeister Gottlob Moriz Christian von Wacks. Es bildete dadurch lange einen Mittelpunkt des geistigen und gesellschaftlichen Lebens der Stadt. 1841 ließ der Kaufmann Adelmann das Haus bis auf das Erdgeschoss abreißen und neu aufmauern. Im weiteren Verlauf des 19. Jahrhunderts war in diesem Anwesen dann das Bankhaus Rümelin. Das Haus war zuletzt im Besitz der Familie Wüst und wurde beim Luftangriff vom 4. Dezember 1944 zerstört.

### Beschreibung
Das zur Lammgasse orientierte Vordergebäude war ein mehrstöckiges Steinhaus mit gotischem Fialengiebel. Das Gebäude soll über eine eigene Kapelle verfügt haben, die dem hl. Nikolaus geweiht war. Das Beginenhaus verfügte über einen Hof, der nördlich an die Kapelle St. Wolfgang grenzte.

## Färbhaus (Mikwe)
Das Färbhaus im ehemaligen Judenbad befand sich in der (Zwerch)judengasse, d. h. Lammgasse bis Neue Gasse (Rappengasse). Das Färbhaus aus den Jahren 1422 und 1428 des Trappenhans von Speyer war früher eine Badstube. Diese Badstube war vor 1348 eine Mikwe, die seit 1348 der Stadt gehörte und es als öffentliche Stadtbadstube verwendete.